# Ingolfiella georgei
Ingolfiella georgei is een vlokreeftensoort uit de familie van de Ingolfiellidae. De wetenschappelijke naam van de soort is voor het eerst geldig gepubliceerd in 2005 door Andres.